# Records
Records – pierwszy album kompilacyjny wydany w 1982 roku przez zespół rockowy Foreigner.

## Lista utworów
1. „Cold as Ice” – 3:19
2. „Double Vision” – 3:29
3. „Head Games” – 3:37
4. „Waiting for a Girl Like You” – 4:35
5. „Feels Like the First Time” (Jones) – 3:28
6. „Urgent” (Jones) – 3:57
7. „Dirty White Boy” – 3:13
8. „Juke Box Hero” – 4:03
9. „Long, Long Way From Home” (Gramm, Jones, McDonald) – 2:47
10. „Hot Blooded” (Live) – 6:55

## Wykonawcy
- Dennis Elliott – bębny
- Ed Gagliardi – gitara basowa, wokal
- Lou Gramm – perkusja, wokal
- Al Greenwood – syntezator, keyboard
- Mick Jones – gitara akustyczna, bas, gitara, pianino,
- Ian McDonald – gitara, róg, keyboard
- Rick Wills – bas